# 2016년 하계 패럴림픽
2016년 하계 패럴림픽(영어: 2016 Summer Paralympics, XV Paralympic Games, 포르투갈어:  Jogos Paralímpicos de Verão de 2016)은 브라질 리우데자네이루에서 2016년 9월 7일부터 9월 18일까지 개최된 하계 패럴림픽이다.

## 경기장

#### 바라 클러스터
- 카리오카 아레나 1 – 휠체어 농구, 휠체어 럭비
- 카리오카 아레나 2 – 보치아
- 카리오카 아레나 3 – 유도, 휠체어 펜싱
- 퓨처 아레나 – 골볼
- 리우 올림픽 아쿠아틱 센터 – 수영
- 리우 올림픽 테니스 센터 – 5인제 축구, 휠체어 테니스
- 폰탈 해변 – 사이클 (도로)
- 리우센트루 – 역도, 좌식배구, 탁구
- HSBC 아레나 – 휠체어 농구
- 리우 올림픽 벨로드롬 – 사이클 (트랙)

#### 데오도루 클러스터
- 데오도루 올림픽 사격 센터 – 사격
- 데오도루 올림픽 승마 센터 – 승마
- 데오도루 스타디움 - 7인제 축구

#### 마라카낭 클러스터
- 마라카낭 – 개/폐회식
- 주앙 아벨란제 올림픽 스타디움 – 육상 (트랙/필드)
- 삼보드로모 – 양궁

#### 코파카바나 클러스터
- 코파카바나 해변 – 트라이애슬론
- 마리나 다 글로리아 – 요트
- 라고아 로드리고 데 프레이타스 – 조정, 카누

## 참가국
2016년 하계 패럴림픽에 참가한 국가는 총 159개국이다. 아루바, 콩고 공화국, 말라위, 상투메 프린시페, 소말리아, 토고 6개국이 처음으로 하계 패럴림픽에 참가하였다.
2016년 8월 7일 국제 패럴림픽 위원회(IPC)는 국가 차원의 도핑 스캔들을 일으킨 러시아 선수단의 2016년 하계 패럴림픽 참가를 금지시켰다. 이에 러시아 패럴림픽 위원회는 스포츠 중재 재판소(CAS)와 스위스 연방 대법원에 패럴림픽 출전 금지 처분을 철회하기 위한 소송을 제기했으나 모두 기각되었다. 러시아 출신의 장애인 선수 6명이 개인 자격으로 대회에 참가할 것이라는 보도가 있었지만 이마저도 IPC에 의해 거부되었다.
페로 제도와 마카오는 국제 올림픽 위원회에는 가입되어 있지 않았으나 국제 패럴림픽 위원회에는 가입되어 있어 패럴림픽에는 참가한다. 이외에도 2016년 하계 올림픽과 마찬가지로 난민들이 개인 자격으로 별도의 선수단을 꾸려 참가했다. IPC는 2016년 8월 26일에 시리아 출신의 남자 수영 선수인 이브라힘 알후세인(50m 자유형, 100m 자유형), 이란 출신의 남자 육상 선수인 샤라드 나사지푸르(원반던지기) 2명이 개인 자격으로 참가한다고 밝혔다.
| - 아프가니스탄 (1) - 알제리 (60) - 앙골라 (4) - 아르헨티나 (84) - 아르메니아 (2) - 아루바 (1) - 오스트레일리아 (177) - 오스트리아 (27) - 아제르바이잔 (25) - 바레인 (2) - 벨라루스 (20) - 벨기에 (29) - 베냉 (1) - 버뮤다 (2) - 보스니아 헤르체고비나 (14) - 보츠와나 (1) - 브라질 (285) (개최국) - 불가리아 (7) - 부르키나파소 (1) - 부룬디 (1) - 캄보디아 (1) - 카메룬 (1) - 캐나다 (153) - 카보베르데 (2) - 중앙아프리카 공화국 (1) - 칠레 (15) - 중화인민공화국 (308) - 콜롬비아 (39) - 코스타리카 (3) - 크로아티아 (19) - 쿠바 (22) - 키프로스 (2) - 체코 (37) - 덴마크 (21) - 콩고 민주 공화국 (2) - 도미니카 공화국 (2) - 에콰도르 (5) - 이집트 (45) - 엘살바도르 (1) - 에스토니아 (6) - 에티오피아 (5) - 페로 제도 (1) - 피지 (2) - 핀란드 (26) - 프랑스 (123) - 가봉 (1) - 감비아 (1) - 조지아 (5) - 독일 (155) - 가나 (3) - 영국 (264) - 그리스 (60) - 과테말라 (1) - 기니비사우 (1) - 아이티 (1) - 온두라스 (2) - 홍콩 (24) - 헝가리 (43) - 아이슬란드 (5) - 인도 (19) - 인도네시아 (9) - 독립 (2) - 이란 (110) - 이라크 (14) - 아일랜드 (44) - 이스라엘 (33) - 이탈리아 (101) - 코트디부아르 (5) - 자메이카 (3) - 일본 (132) - 요르단 (10) - 카자흐스탄 (11) - 케냐 (9) - 쿠웨이트 (6) - 키르기스스탄 (3) - 라오스 (1) - 라트비아 (11) - 레소토 (2) - 리비아 (3) - 리투아니아 (13) - 마카오 (1) - 마케도니아 공화국 (2) - 마다가스카르 (1) - 말라위 (1) - 말레이시아 (19) - 말리 (2) - 몰타 (1) - 모리셔스 (2) - 멕시코 (71) - 몰도바 (2) - 몽골 (8) - 몬테네그로 (2) - 모로코 (26) - 모잠비크 (1) - 미얀마 (2) - 나미비아 (10) - 네팔 (2) - 네덜란드 (120) - 뉴질랜드 (31) - 니카라과 (3) - 니제르 (2) - 나이지리아 (23) - 조선민주주의인민공화국 (2) - 노르웨이 (25) - 오만 (2) - 파키스탄 (1) - 팔레스타인 (1) - 파나마 (2) - 파푸아뉴기니 (2) - 페루 (6) - 필리핀 (5) - 폴란드 (90) - 포르투갈 (37) - 푸에르토리코 (4) - 카타르 (3) - 루마니아 (12) - 르완다 (13) - 사모아 (2) - 상투메 프린시페 (1) - 사우디아라비아 (4) - 세네갈 (2) - 세르비아 (16) - 세이셸 (1) - 시에라리온 (1) - 싱가포르 (13) - 슬로바키아 (28) - 슬로베니아 (8) - 남아프리카 공화국 (44) - 대한민국 (82) - 스페인 (113) - 스리랑카 (9) - 수리남 (1) - 스웨덴 (58) - 스위스 (24) - 시리아 (2) - 중화 타이베이 (13) - 타지키스탄 (1) - 탄자니아 (1) - 태국 (45) - 동티모르 (2) - 통가 (2) - 트리니다드 토바고 (3) - 튀니지 (31) - 튀르키예 (81) - 투르크메니스탄 (2) - 우간다 (1) - 우크라이나 (168) - 아랍에미리트 (18) - 미국 (279) - 우루과이 (4) - 우즈베키스탄 (32) - 베네수엘라 (23) - 베트남 (11) - 미국령 버진아일랜드 (1) - 짐바브웨 (5) |

## 경기 종목
2016년 하계 패럴림픽 종목은 다음과 같다. 파라카누와 파라트라이애슬론이 처음으로 정식 종목으로 채택되었다.
| - 양궁 (9) - 육상 (177) - 보치아 (7) - 사이클 - 도로 (33) - 트랙 (17) - 승마 (11) - 5인제 축구 (1) | - 7인제 축구 (1) - 골볼 (2) - 유도 (13) - 파라카누 (33) - 파라트라이애슬론 (6) - 파워리프팅 (20) - 조정 (4) - 요트 (3) | - 사격 (12) - 수영 (152) - 탁구 (29) - 좌식 배구 (2) - 휠체어 농구 (2) - 휠체어 펜싱 (14) - 휠체어 럭비 (1) - 휠체어 테니스 (6) |

## 대회 일정
|  | 개회식 |  | 예선 경기 |  | 결선 경기 | 4 | 금메달 수 |  | 폐회식 |

| 9월              | 7 수 | 8 목 | 9 금 | 10 토 | 11 일 | 12 월 | 13 화 | 14 수 | 15 목 | 16 금 | 17 토 | 18 일 |
| ---------------- | ---- | ---- | ---- | ----- | ----- | ----- | ----- | ----- | ----- | ----- | ----- | ----- |
| 개/폐회식        |      |      |      |       |       |       |       |       |       |       |       |       |
| 양궁             |      |      |      |       | 1     | 1     | 1     | 1     | 1     | 2     | 2     |       |
| 육상             |      | 10   | 20   | 16    | 19    | 14    | 19    | 14    | 19    | 16    | 25    | 5     |
| 보치아           |      |      |      |       |       | 3     |       |       |       | 4     |       |       |
| 파라카누         |      |      |      |       |       |       |       |       | 6     |       |       |       |
| 사이클 도로      |      |      |      |       |       |       |       | 8     | 8     | 8     | 9     |       |
| 사이클 트랙      |      | 4    | 5    | 5     | 3     |       |       |       |       |       |       |       |
| 승마             |      |      |      |       |       |       | 1     | 2     | 2     | 6     |       |       |
| 5인제 축구       |      |      |      |       |       |       |       |       |       |       | 1     |       |
| 7인제 축구       |      |      |      |       |       |       |       |       |       | 1     |       |       |
| 골볼             |      |      |      |       |       |       |       |       |       | 2     |       |       |
| 유도             |      | 4    | 4    | 5     |       |       |       |       |       |       |       |       |
| 파워리프팅       |      | 2    | 3    | 3     | 3     | 3     | 3     | 3     |       |       |       |       |
| 조정             |      |      |      |       | 4     |       |       |       |       |       |       |       |
| 요트             |      |      |      |       |       |       |       |       |       |       | 3     |       |
| 사격             |      | 2    | 2    | 2     | 1     | 1     | 2     | 2     |       |       |       |       |
| 좌식 배구        |      |      |      |       |       |       |       |       |       | 1     | 1     |       |
| 수영             |      | 16   | 16   | 14    | 15    | 16    | 15    | 15    | 14    | 16    | 15    |       |
| 탁구             |      |      |      |       | 5     | 8     | 8     |       |       | 4     | 4     |       |
| 파라트라이애슬론 |      |      |      | 3     | 3     |       |       |       |       |       |       |       |
| 휠체어 농구      |      |      |      |       |       |       |       |       |       | 1     | 1     |       |
| 휠체어 펜싱      |      |      |      |       |       | 2     | 4     | 4     | 2     | 2     |       |       |
| 휠체어 럭비      |      |      |      |       |       |       |       |       |       |       |       | 1     |
| 휠체어 테니스    |      |      |      |       |       |       | 1     | 1     | 2     | 2     |       |       |
| 9월              | 7 수 | 8 목 | 9 금 | 10 토 | 11 일 | 12 월 | 13 화 | 14 수 | 15 목 | 16 금 | 17 토 | 18 일 |

## 메달 집계
| 순위 | 국가           | 금메달 | 은메달 | 동메달 | 합계 |
| ---- | -------------- | ------ | ------ | ------ | ---- |
| 1    | 중화인민공화국 | 107    | 81     | 51     | 239  |
| 2    | 영국           | 64     | 39     | 44     | 147  |
| 3    | 우크라이나     | 41     | 37     | 39     | 117  |
| 4    | 미국           | 40     | 44     | 31     | 115  |
| 5    | 오스트레일리아 | 22     | 30     | 29     | 81   |
| 6    | 독일           | 18     | 25     | 14     | 57   |
| 7    | 네덜란드       | 17     | 19     | 26     | 62   |
| 8    | 브라질         | 14     | 29     | 29     | 72   |
| 9    | 이탈리아       | 10     | 14     | 15     | 39   |
| 10   | 폴란드         | 9      | 18     | 12     | 39   |

## 방송사
- 패럴림픽 - 올림픽 방송 서비스
  - 패럴림픽 유튜브 채널 (실시간 & 하이라이트)
- 일본 - NHK, 민방 (TV도쿄, TV아사히)
- 대한민국 - KBS 1TV, KBS 2TV, KBS 24시 뉴스, MBC TV, SBS TV
  - 대한장애인체육회TV 보관됨 2022-09-03 - 웨이백 머신
- 중국 - 중국중앙텔레비전
- 영국 - 채널 4
- 미국 - NBC
- 스페인 - TVE
- 프랑스 - 프랑스 텔레비지옹
- 이탈리아 - 이탈리아 방송 협회
- 폴란드 - 폴란드 텔레비전
- 중동아시아 - BeIN Sports
- 오스트레일리아 - 세븐 네트워크
- 라틴 아메리카 - Claro Sports
- 사하라 이남 아프리카 - TV5Monde
- 남아공 - SABC
- 브라질 - 헤지 글로부
- 멕시코 - 텔레비사
- 칠레 - 텔레비시온 나시오날 데 칠레

## 기타
- 이란의 여자 휠체어 양궁 선수인 자라 네마티는 같은 해에 열린 올림픽과 패럴림픽에서 동시에 참가한 최초의 선수가 되었다.
- 개막식에 있었던 선수단 입장 행사에서 러시아와의 관계가 가까운 벨라루스 체육부 소속 임원으로 참가한 안드레이 포모치킨이 국가 차원의 도핑 스캔들로 인해 패럴림픽 참가가 금지된 러시아의 국기를 들고 입장하는 사건이 발생했다. 이 사건을 정치적인 퍼포먼스로 판단한 주최 측은 벨라루스 선수단의 임원이 들고 있던 러시아의 국기를 압수했으며 문제의 임원은 국제 패럴림픽 위원회(IPC)로부터 패럴림픽 참가 승인을 취소당하는 징계를 받았다.[5]
- 참가가 금지된 러시아는 모스크바 교외의 스포츠 시설에서 자체 국내 대회를 개최하였다.[6]
- T13(시각 장애) 1,500m 결승에서 앞서서 열렸던 앞서서 열렸던 리우 올림픽 경기 때보다 더 좋은 기록이 나왔다.[7]
- C4-5(사지 절단 장애) 남자 사이클 로드 레이스 경기에 출전한 이란의 사이클 선수인 바흐만 골바르네자드가 산악 구간 내리막길에서 충돌하여 병원으로 옮겨졌으나 사망하는 사고가 발생하였다.[8]

## 같이 보기
- 2016년 하계 올림픽